# Tamás Kenderesi
Tamás Kenderesi (Bonyhád, 13 de diciembre de 1996) es un deportista húngaro que compite en natación, especialista en el estilo mariposa.
Participó en dos Juegos Olímpicos de Verano, obteniendo una medalla de bronce en Río de Janeiro 2016, en la prueba de 200 m mariposa, y el cuarto lugar en Tokio 2020, en la misma prueba.
Ganó tres medallas en el Campeonato Europeo de Natación entre los años 2016 y 2021, y una medalla de bronce en el Campeonato Europeo de Natación en Piscina Corta de 2017.
En 2016 recibió la Cruz de oro de la Orden del Mérito de Hungría.
En 2022 le fueron detectadas anomalías en su pasaporte biológico. En marzo de 2025 la Agencia Mundial Antidopaje concluyó que las irregularidades se debieron a una manipulación ocasionada por dopaje y sancionó al nadador con una suspensión de cuatro años.

## Palmarés internacional
| Juegos Olímpicos                    | Juegos Olímpicos        | Juegos Olímpicos  | Juegos Olímpicos |
| Año                                 | Lugar                   | Medalla           | Prueba           |
| ----------------------------------- | ----------------------- | ----------------- | ---------------- |
| 2016                                | Río de Janeiro (Brasil) | Medalla de bronce | 200 m mariposa   |
| Campeonato Europeo                  |                         |                   |                  |
| Año                                 | Lugar                   | Medalla           | Prueba           |
| 2016                                | Londres (Reino Unido)   | Medalla de bronce | 200 m mariposa   |
| 2018                                | Glasgow (Reino Unido)   | Medalla de plata  | 200 m mariposa   |
| 2021                                | Budapest (Hungría)      | Medalla de bronce | 200 m mariposa   |
| Campeonato Europeo en Piscina Corta |                         |                   |                  |
| Año                                 | Lugar                   | Medalla           | Prueba           |
| 2017                                | Copenhague (Dinamarca)  | Medalla de bronce | 200 m mariposa   |